# National Mall
O National Mall (em português:  Passeio Nacional) é um amplo parque nacional estadunidense localizado em Washington, D.C. O termo "National Mall" comumente agrega as áreas que pertencem ao Parque West Potomac e aos Jardins Constitution, e ocasionalmente toda a área entre o Lincoln Memorial e o Capitólio dos Estados Unidos. O National Mall recebe cerca de 24 milhões de visitantes anualmente.
Foi adicionado à lista do Registro Nacional de Lugares Históricos em 15 de outubro de 1966.

## História
Em seu projeto da cidade de Washington de 1791, Pierre L'Enfant imaginou uma grande área verde de aproximadamente 1 quilômetro de extensão e 120 metros de largura, estendendo-se desde o prédio do Capitólio a uma estátua equestre de George Washington (que seria construída no local do atual Monumento a Washington). O National Mall ocupa o local planejado para a "grande avenida" de L'Enfant, que nunca foi construída. O Monumento a Washington foi erguido na década de 1880 no local planejado para a estátua equestre. Um mapa de autoria de Mathew Carey, de 1802, é considerado o primeiro mapeamento da região a incluir a nomenclatura "The Mall".
Durante os primeiros anos da década de 1850, o arquiteto Andrew Jackson Downing projetou o paisagismo para a área. Durante quase metade do século seguinte, agências federais criaram inúmeros parques na área de acordo com os projetos de Downing. Além disso, a linha férrea cruzava uma parte do parque próximo ao Capitólio. Na região se formou um mercado e várias estufas do Jardim Botânico nacional.
Em 1901, com base no "City Beautiful Movement", foi elaborado o "Plano McMillan" pelo senador James McMillan. O objetivo era remover as estufas, jardins, parques e outras estruturas do National Mall, tornando-o uma grande área aberta. O plano divergia do projeto de L'Enfant por propor que a largura do parque fosse de 91 metros ao invés de 120 metros; e que toda a área fosse coberta por grama. Foram plantados ulmeiros americanos nas bordas do parque para arborizar a avenida. Além disso, a região passou a abrigar instituições de preservação cultural e artística.
Nos anos seguintes, a visão do "Plano McMillan" assim como a plantação de ulmeiros nas imediações do parque, acabaram formando quatro boulevards (dois de cada lado do gramado). De acordo com um plano concluído em 1976, o Serviço Nacional de Parques converteu os dois boulevards internos em passeios de cascalhos e os boulevards extremos foram abertos para o tráfego veicular.
Em 15 de outubro de 1966, o National Mall foi incluído no Registro Nacional de Lugares Históricos. Em 1981, o Serviço Nacional de Parques lançou um documento oficial em que relatava a importância cultural e histórica do local. Mais recentemente, em 2003, o Congresso dos Estados Unidos aprovou uma emenda proibindo o estabelecimento de centros de visitantes e demais estruturas na área designada como "National Mall".

## Dimensões
- Dos degraus do Capitólio até o Lincoln Memorial, o passeio tem 3 km.
- Nos degraus do Monumento de Washington, o Passeio mede a largura de 1,8 km.
- Da estátua de Grant até o Lincoln Memorial, o Passeio cobre 1.251.000 m².

## Pontos de interesse
O National Mall contém os seguintes pontos de interesse:

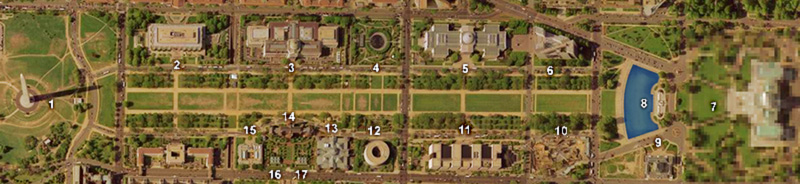
Esta fotografia aérea do National Mall ("Passeio Nacional") tirada de satélite para o Instituto de Pesquisa Geológica dos Estados Unidos foi tirada no dia 26 de abril de 2002 com o Capitólio(7) e as áreas ao redor (à direita e fora de foco, provavelmente por razões de segurança).

| - 1. Monumento a Washington - 2. Museu Nacional da História Americana - 3. Museu Nacional de História Natural - 4. Galeria Nacional de Arte - 5. Anexo Oeste da Galeria Nacional de Arte - 6. Anexo Leste da Galeria Nacional de Arte - 7. Capitólio dos Estados Unidos - 8. Ulysses S. Grant Memorial - 9. Jardim Botânico dos Estados Unidos |  | - 10. Museu Nacional do Índio Americano - 11. Museu do Ar e Espaço - 12. Museu e Jardim de Esculturas Hirshhorn - 13. Edifício de Artes e Indústrias - 14. Instituto Smithsoniano - 15. Galeria de Arte Freer - 16. Galeria Arthur M. Sackler - 17. Museu Nacional de Arte Africana |

- O Teatro Sylvan, a sudeste do Monumento a Washington, é também parte do "Mall", embora não seja numerado na imagem. O National Mall também inclui nominalmente o Lincoln Memorial, National World War II Memorial, o Korean War Veterans Memorial e o Monumento aos Veteranos do Vietname.
- O Martin Luther King Jr. Memorial, inaugurado em 2011, tem uma área de 4 acres (16.000 m²).
- O Museu Nacional de História e Cultura Afro-americana fica localizado no canto sudoeste da Constitution Avenue, NW, junto ao Museu Nacional de História Americana.

## Uso

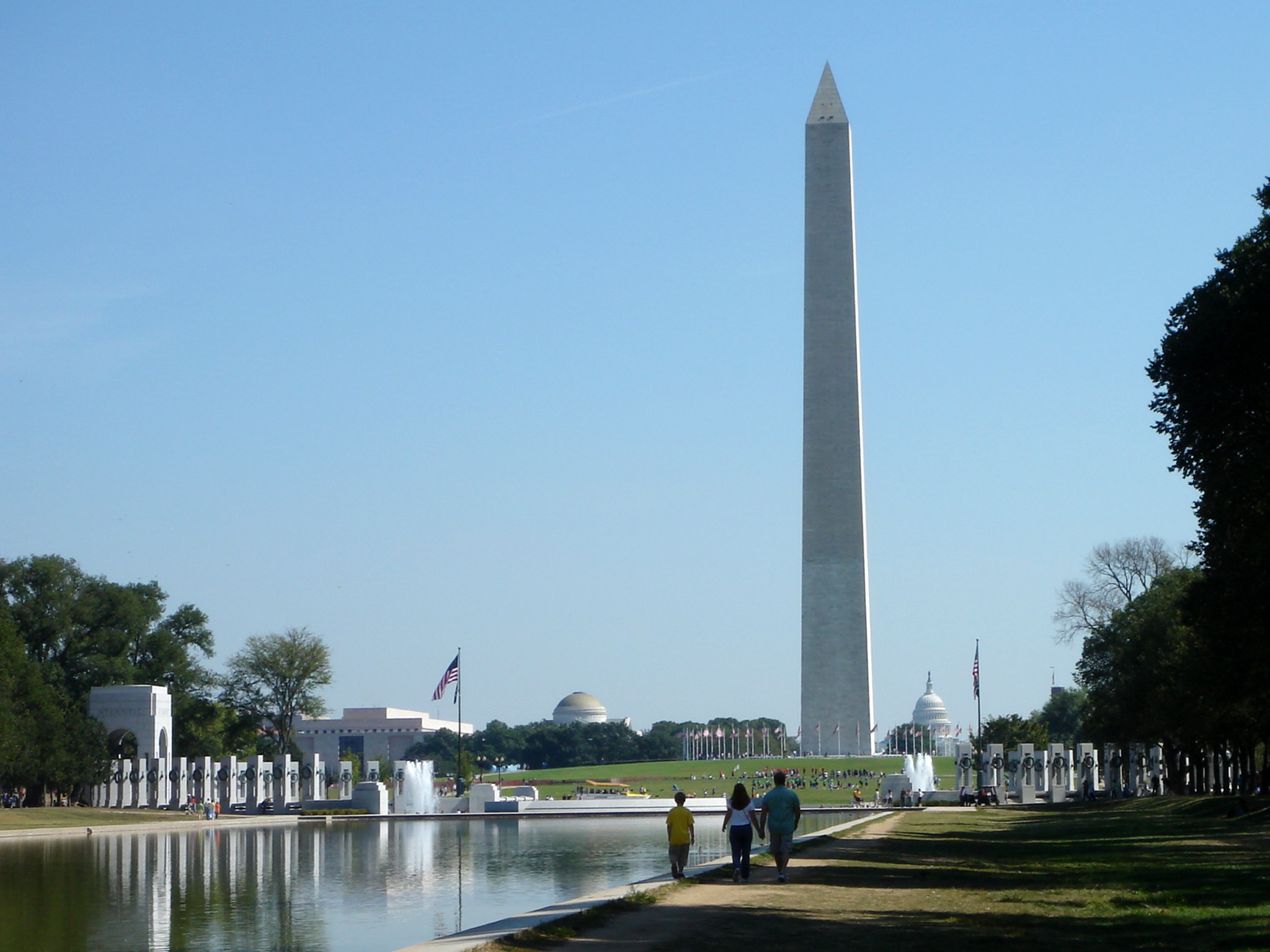
Monumento a Washington e o Memorial Nacional da II Guerra Mundial refletidos no Espelho d'água do Lincoln Memorial.

O National Mall, junto com outras atrações de Washington, faz da capital nacional norte-americana uma dos mais populares destinos turísticos do mundo. Contudo, o parque não têm sido somente ponto turístico desde a sua criação. A condição do Mall como o centro cultural da capital atraiu ao longo da história vários protestos e passeatas de todos os tipos, sendo um exemplo mais notável a Marcha sobre Washington de 1963, na qual Martin Luther King, Jr. proferiu o famoso discurso "I Have a Dream". O protesto mais memorável, no entanto, foi a Moratória da Guerra do Vietnã, em 15 de outubro de 1969.
Durante a cerimônia de posse presidencial, o público sem ingresso oficial geralmente se junta ao longo do National Mall. Normalmente, o parque entre as 7ª e 14ª avenidas recebe arquibancadas para o evento. Em 2008, o Comitê Presidencial para a Posse anunciou que "toda a extensão do parque seria aberta ao público para que maior número de pessoas pudesse presenciar o juramento do Presidente". O que levou o comitê a tomar esta medida foram as estimativas de aproximadamente 2 milhões de espectadores para a Posse de Barack Obama, o que deve-se em muito ao fato deste ser o primeiro Presidente afro-americano.
O National Mall, há muito tempo serve como um local para jogging, piqueniques e outras atividades ao ar livre para a população de Washington, D.C.

## Acesso e transporte
O National Mall é acessível através da estação "Smithsonian", do Metrô de Washington, localizada próximo ao Smithsonian Institution e serve a parte sul do parque. As estações "Federal Triangle", "Archives" e "Union Station" servem à porção norte do parque, estando próximas do bairro Capitol Hill. Por sua vez, há também as estações "L'Enfant Plaza", "Federal Center Southwest" e "Capitol South" são localizadas várias quadras ao sul do National Mall. Algumas linhas do Metrobus e do DC Circulator, ambos sistemas de ônibus, também atravessam o parque.